# Chūgoku
Il Chūgoku (中国地方?, Chūgoku-chihō) è una delle otto regioni del Giappone, situata nella zona sud-occidentale dell'isola principale del Paese, Honshū, di cui costituisce l'appendice geograficamente più occidentale.

## Storia
Letteralmente il nome significa "Terre di mezzo", un ricordo della divisione storica del Giappone in "Terre Vicine" (近国 Kingoku, ma Kinki nel linguaggio di mezzo), "Terre di Mezzo" e "Terre lontane" (遠国 Ongoku), secondo la distanza dalla capitale (Nara prima e Kyōto poi). Strettamente parlando il Chūgoku odierno comprende solo le Terre di Mezzo occidentali rispetto a Kyoto, lungo la Sanindo e la Sanyodo.
In giapponese i kanji  中国 e la lettura  Chūgoku sono usati anche per indicare la  "Cina". Gli stessi caratteri sono usati in cinese per riferirsi alla Cina, ma pronunciati  Zhōngguó letteralmente "Paese di Mezzo".
Per evitare confusioni con la Cina la regione del Chugoku viene chiamata anche "regione San'in-San'yo":
- San'in è la parte più settentrionale affacciata sul mare del Giappone e letteralmente significa "lato in ombra della montagna".
- San'yo è la parte meridionale affacciata sul mare Interno, che letteralmente significa "lato soleggiato della montagna".

Questi nomi traggono origine dalla marcata differenza di clima.

## Profilo
La regione del Chugoku contiene le seguenti prefetture: Hiroshima, Yamaguchi, Shimane e Tottori. Generalmente viene inclusa anche Okayama, sebbene solo la provincia di Bitchu venisse considerata una Terra di Mezzo. Le altre due vecchie province che compongono la moderna prefettura di Okayama erano considerate Terre Vicine.
Questa regione è caratterizzata da colline irregolari e pianure di dimensioni limitate ed è divisa in due parti distinte da montagne che corrono da est e ovest attraverso il suo centro.
Hiroshima, la "capitale" della regione venne ricostruita dopo essere stata distrutta da una bomba atomica nel 1945 ed è ora una metropoli industriale abitata da più di un milione di abitanti.
A causa di un'attività di pesca troppo intensa e dell'inquinamento la pescosità del mare Interno si è ridotta e l'area si è concentrata sull'industria pesante. Il Sanin è comunque meno industrializzato e si appoggia maggiormente sull'agricoltura.
Le regioni del Kyūshū e del Kansai confinano con quella del Chugoku.

## Punti panoramici
- Prefettura di Hiroshima: Hiroshima, Santuario di Itsukushima
- Prefettura di Yamaguchi: Iwakuni, Hofu, Shimonoseki, Hagi
- Prefettura di Shimane: Tsuwano, Izumo, Matsue